# Fontane di Spoleto
Le fontane di Spoleto sono circa cinquanta: alcune sono dislocate fuori le mura cittadine, altre, in maggior numero, sono concentrate nel centro storico, nelle vie, nelle piazze, all'interno di alcuni palazzi storici. 

## Le origini
Hanno avuto un notevole sviluppo in epoca romana, sia per scopi ornamentali, che di pubblica utilità. Si eleggevano appositamente fra i cittadini boni homines deputati al controllo dell'efficienza e alla custodia sia delle fontane, sia degli acquedotti. Negli Statuti del 1296 si legge il divieto di estrarre acqua dalle fontane del comune senza licenza del podestà.
Il numero delle fontane a getto continuo e la ricchezza dei loro ornati, erano considerati prova del vivere civile d'una città. A Spoleto distribuivano ai cittadini l'acqua captata dalle sorgenti del fosso di Cortaccione attraverso l'omonimo acquedotto di origini romane.
Ulteriori fontane furono costruite durante il Medioevo, altre durante il periodo rinascimentale e altre ancora a fine ottocento; spesso le nuove venivano costruite con l'impiego di materiali di spoglio. La città poteva permettersi molte fontanelle pubbliche grazie al costante rifornimento di acqua garantito da sorgenti presenti entro le mura, e da altre più distanti successivamente captate, come Valcieca e Vallecchia.
Oltre a procurare acqua sulla pubblica via a coloro che ne erano privi nelle proprie abitazioni, erano un punto fondamentale d'incontro e di aggregazione per i cittadini. Dopo la costruzione del nuovo acquedotto a fine ottocento, vennero collocate in molti luoghi della città 27 fontanelle a chiusura automatica di marca tedesca Bopp e Reuther, al fine di evitare gli sprechi caratteristici delle fontane a getto continuo, che erano 18.
Per varietà delle forme a Spoleto si distinguono tre tipologie di fontane: le fontane, le fontanelle e i lavatoi, realizzate prevalentemente in pietra.

## Fontane

### Fontana dei delfini

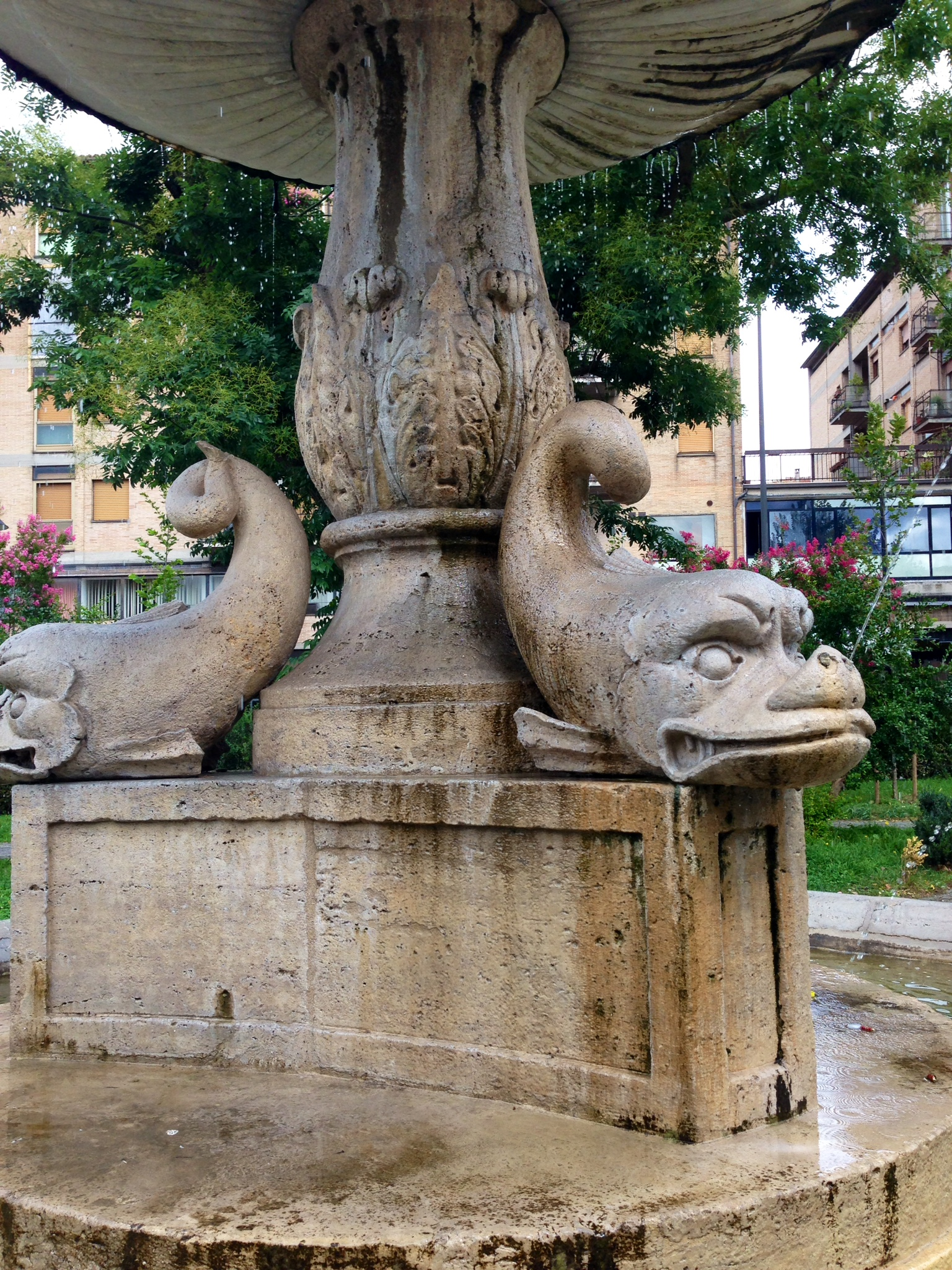
Fontana dei delfini

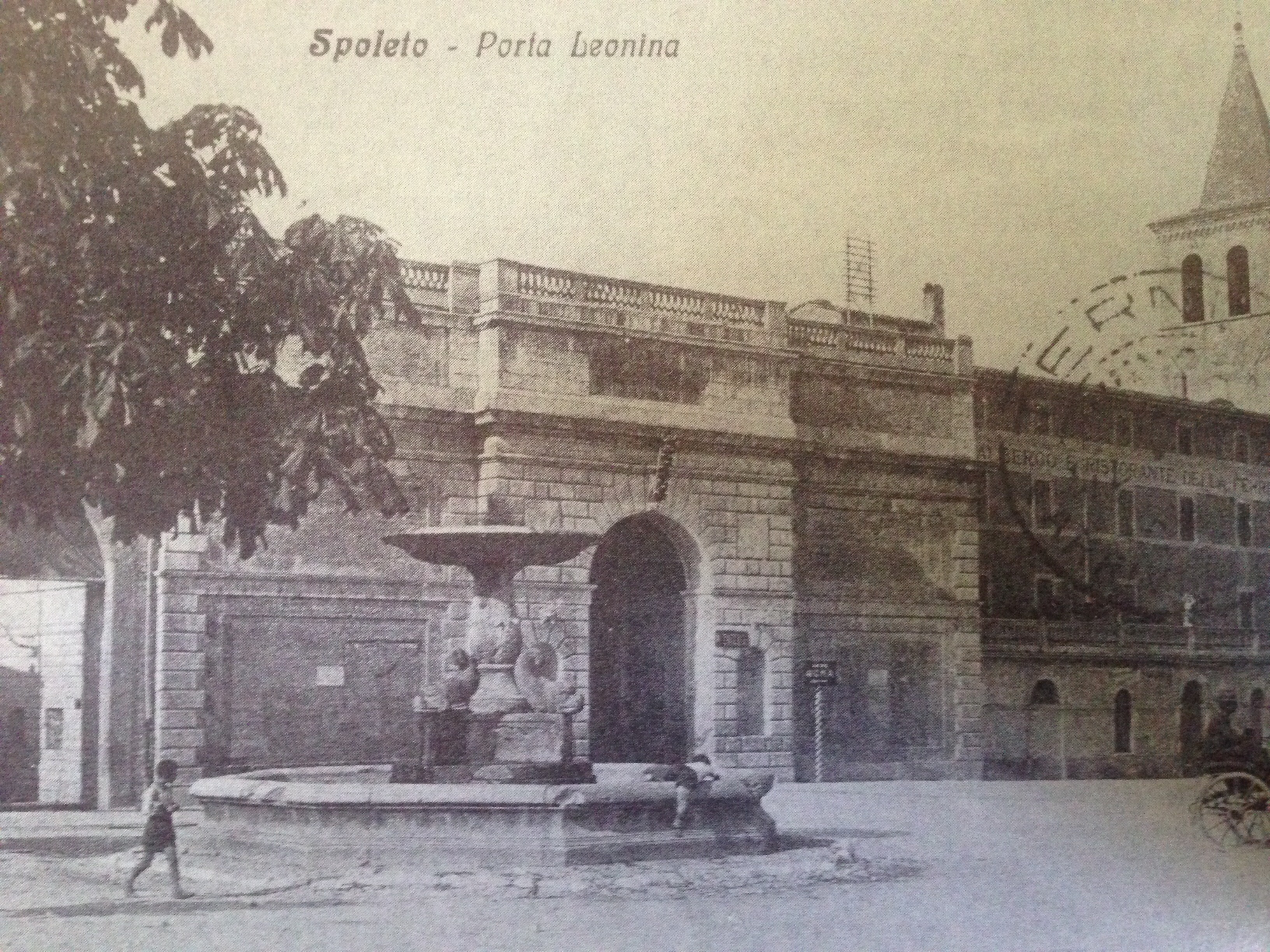
Porta Leonina e fontana dei Delfini prima del 1932

Si trova fuori le mura, in piazza della Vittoria, al centro dei giardini pubblici dedicati a Robert Baden-Powell, fondatore dello scautismo. Venne realizzata nel 1825 insieme alla Porta Leonina che Papa Leone XII volle edificare in sostituzione di un'imponente architettura a forma di cassero eretta nel 1297 insieme alla cinta muraria medievale. Porta e fontana furono progettate dell'architetto Luigi Landini, ex religioso, uno degli ultimi abitanti degli eremi di Monteluco, dove aveva istituito una scuola di belle arti.
La fontana dei Delfini nel 1932 fu spostata nel sito attuale quando il comune, procedendo alla sistemazione urbanistica della zona, ricavò i giardinetti su piazzale dei Tigli. Questo spostamento probabilmente la salvò da distruzione certa il giorno che la Porta Leonina venne fatta saltare dalle truppe tedesche in ritirata nel 1944. L'attuale, denominata porta San Gregorio o porta Garibaldi, fu ricostruita nel 1947 dagli architetti Mario Zocca e G. B. Milani
La vasca inferiore, che fino a qualche decennio fa ospitava alcuni esemplari di pesci rossi, è composta da lastre e blocchi di pietra, ha forma ottagonale e reca in evidenza lo stemma del comune di Spoleto. La colonna centrale, posta su basamento triangolare, è ornata con motivi fogliari e termina in cima con un'altra vasca a catino; ai lati è abbellita da tre grandi esseri mostruosi identificati con dei delfini.

### Fontana di piazza del Mercato
Nota anche come Fonte di Piazza, si trova nella omonima piazza un tempo denominata piazza del Foro, centro di scambi e commercio in epoca romana, e oggi cuore del centro storico.

### Fontana del Mascherone

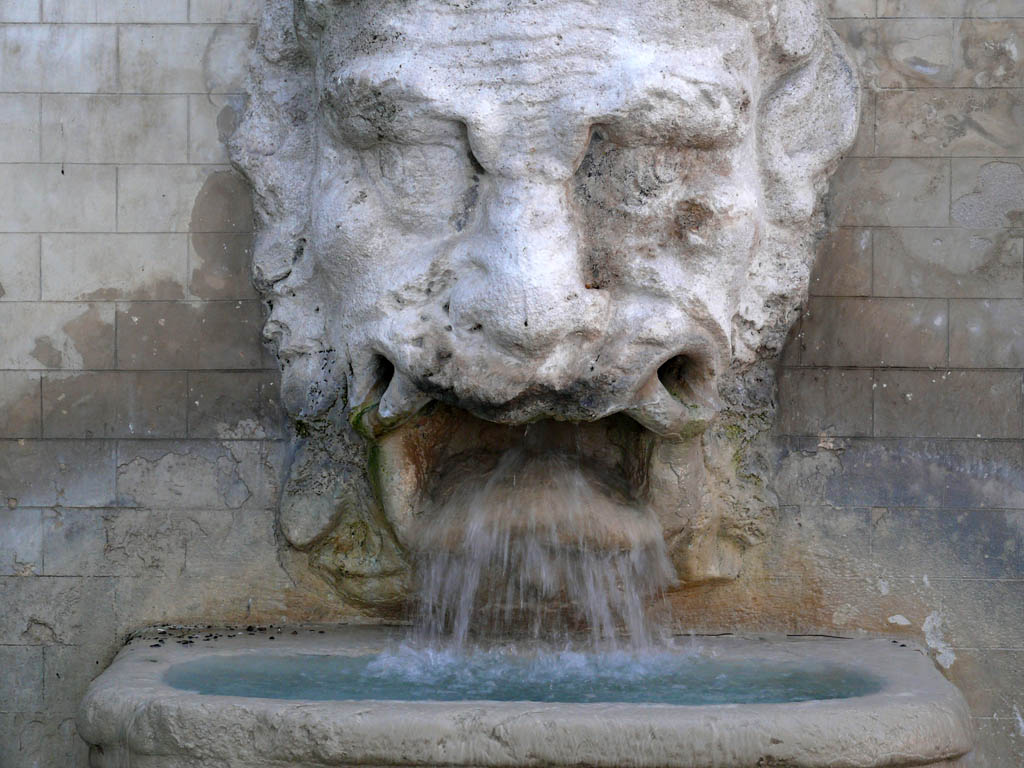
Fontana del Mascherone

Si trova in piazza Bernardino Campello, un tempo denominata piazza di San Simone, in prossimità della Rocca Albornoziana. È addossata al muro di sinistra della duecentesca Chiesa dei SS. Simone e Giuda.

### Fontana dei Maccabei

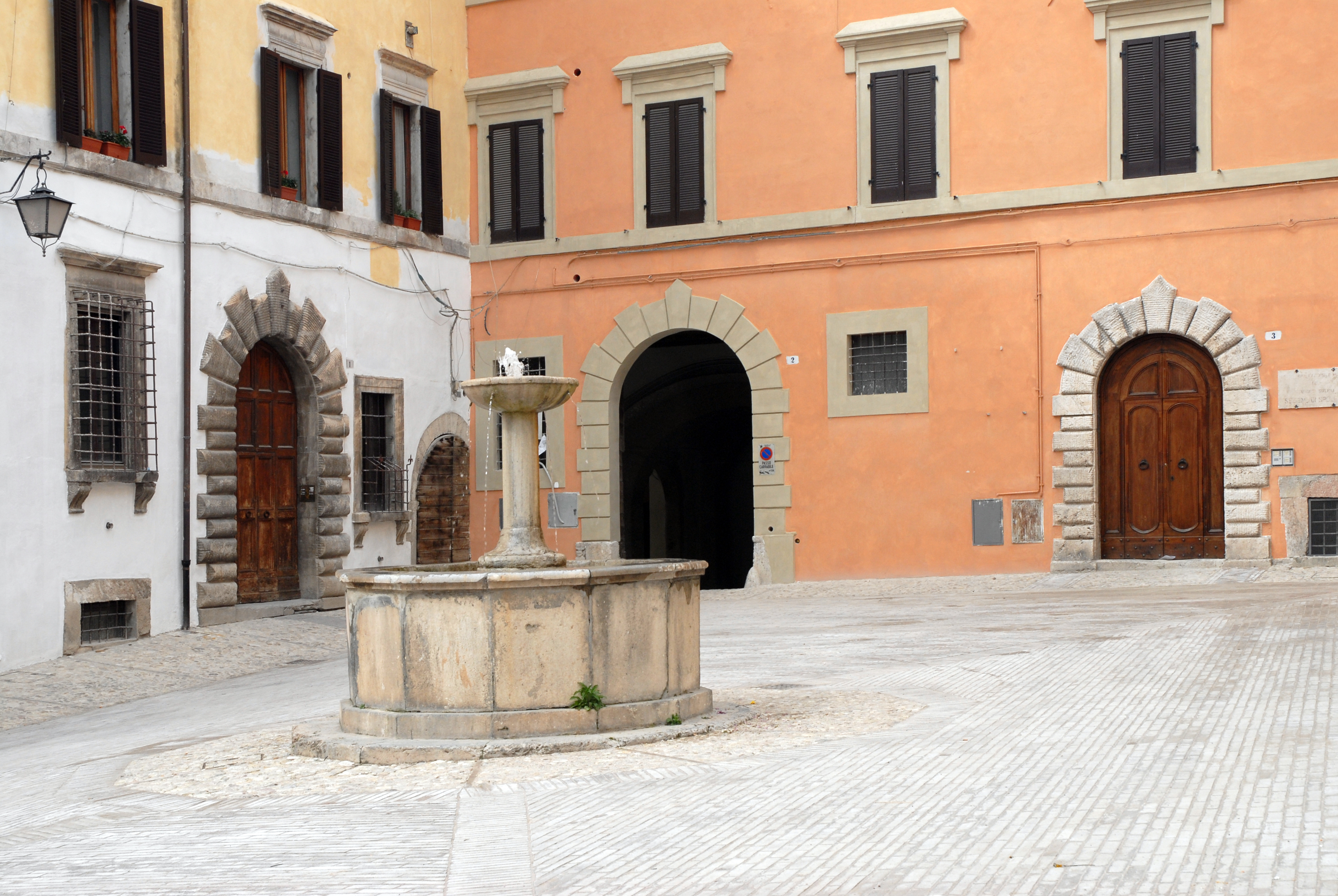
Fontana dei Maccabei

È una fontana del quattrocento posta al centro di piazza Pietro Fontana, piazza sorta al posto di un orto privato della famiglia Fontana che lo cedette generosamente al comune nel 1802. Si trova vicino alla chiesa di Sant'Ansano e davanti alla biblioteca comunale Giosuè Carducci in Palazzo Mauri. Alcuni documenti attestano ben due ricostruzioni nel corso del XV secolo; la prima avvenuta nel 1453 col riutilizzo di 12 lastre lapidee recuperate dalla demolizione di una vecchia fonte in piazza del Mercato; la seconda nel 1492 affidata al un tal Rubeo de Florentia lapicida. Inizialmente collocata in piazza Pianciani, venne spostata in piazza Fontana nel 1800.
La vasca inferiore è composta da lastre e blocchi di pietra che formano dodici lati; la colonna centrale, semplice e disadorna, termina con un piccolo catino, all'interno del quale, in occasione della mostra Sculture nella città, Lucio Fontana collocò una sua scultura.
Il nome "dei Maccabei" celebra il culto dei fratelli Maccabei, considerati santi dalla Chiesa cattolica e dalle chiese ortodosse.

### Fontana del Vescovado
Si trova nel cortile del palazzo Vescovile, di fronte alla chiesa di Sant'Eufemia.
È posta all'interno di una nicchia centrale, affiancata da altre due nicchie laterali disadorne; tutte e tre sono addossate al muro del palazzo, sotto un piccolo porticato. L'acqua esce da una piccola cannula posta nella bocca di un volto scolpito nella pietra. La piccola vasca è ornata da motivi floreali. Essendo stato il palazzo più volte rinnovato nei secoli XV - XVII, è difficile individuare la data di costruzione della fontana.

### Fontana di Largo Clementi

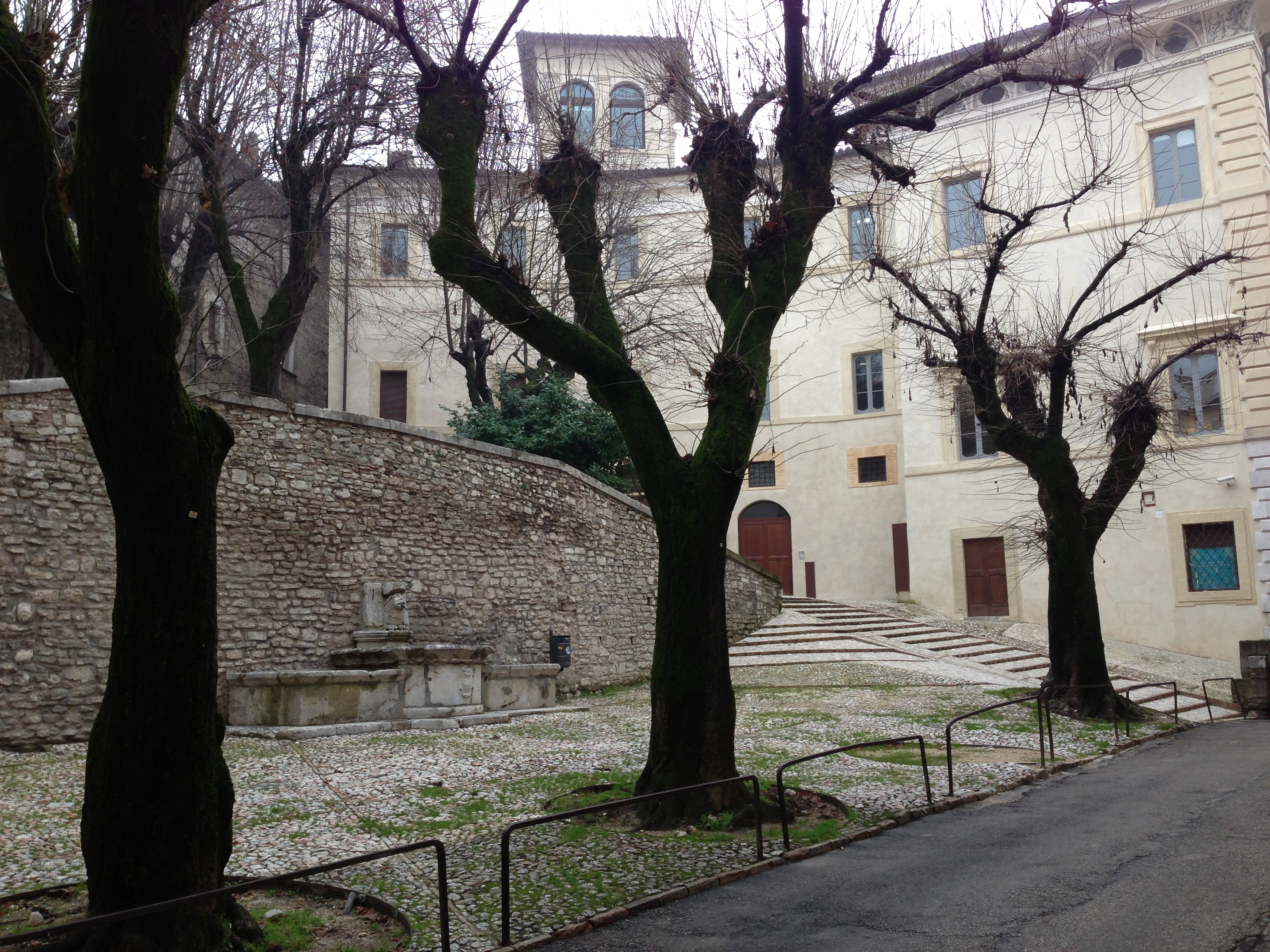
Fontana di largo Clementi

Si trova nel centro storico, lungo la via che collega la chiesa di San Filippo Neri al Duomo, in largo Muzio Clementi, musicista di origini spoletine. La fontana è a tre vasche: l'unica munita di cannella, che fuoriesce dalla bocca di un leone, è quella centrale di epoca cinquecentesca, ornata in basso con lo stemma della città. Le vasche laterali sono di epoca successiva. Fino al 1894/6 si trovava a Palazzo Mauri.
È circondata da possenti tigli, sia davanti, sia sopra il muro di contenimento del terreno soprastante.

### Fontana di Palazzo Leti Sansi
Si trova in piazza del Mercato, nella corte interna del seicentesco palazzo Leti Sansi, dove visse lo storico spoletino Achille Sansi. L'acqua fuoriesce dalla bocca di un leone scolpito in pietra e si riversa in due vasche successive.

### Fontana di Piazza Collicola

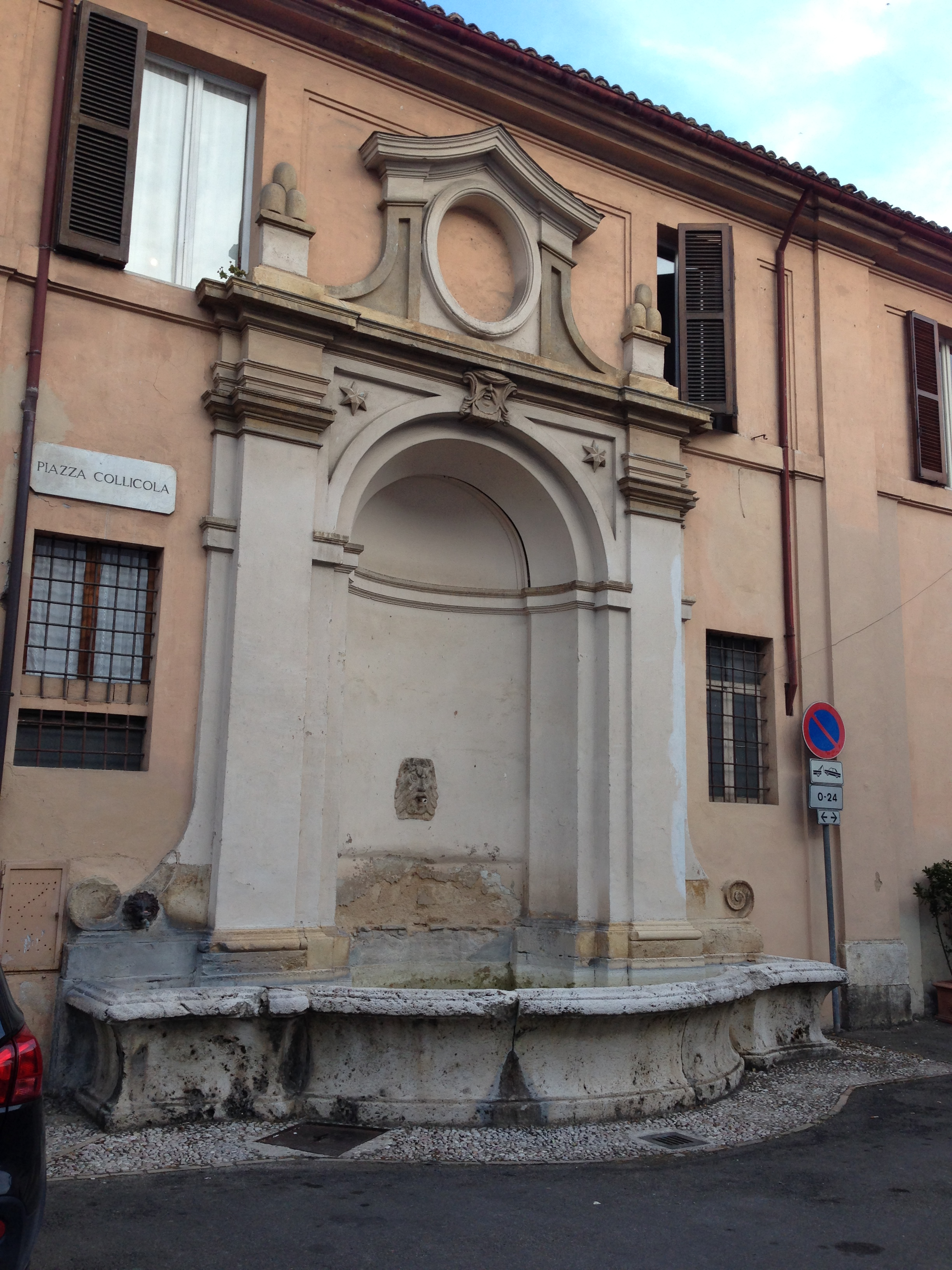
Fontana di piazza Collicola

Si trova davanti al settecentesco Palazzo Collicola sede del Museo Carandente. È addossata al muro di un edificio un tempo occupato dalle scuderie del nobile palazzo. Si trova all'interno di un'ampia edicola a due rincassi decorata nella parte alta con due stelle laterali e una strana faccia scolpita al centro. L'acqua sgorga da due teste di leone, una in pietra posta al centro dell'edicola, l'altra in metallo, sulla sinistra.

### Fontana di piazza del Duomo

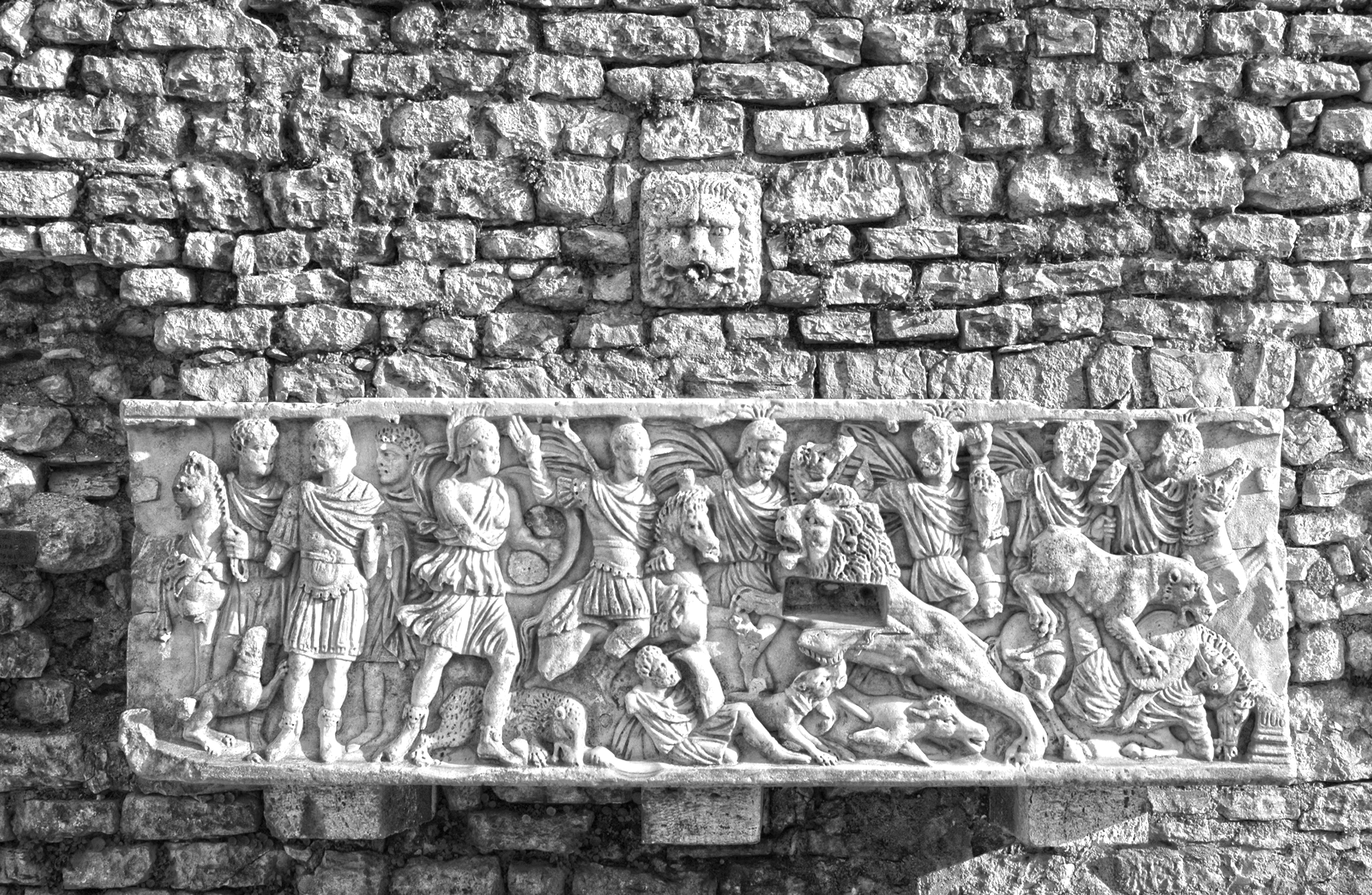
Fontana di Piazza Duomo

È addossata al muraglione di contenimento in piazza del Duomo, ricostruito nel 1456.
Una prima fontana venne realizzata nel 1468 per volontà del cardinale Berardo Eroli che, durante il suo mandato, si adoperò per il miglioramento della città, sia dal punto di vista ornamentale che strutturale.
L'attuale fontana è costituita da un sarcofago di arte tardo-romana decorato con altorilievi che illustrano una scena di caccia in Africa. 
Le prime due figure a sinistra sono il cacciatore, che tiene la briglia del proprio cavallo, e il suo servo col cane. Nella scena successiva il cacciatore è in sella, mentre il servo brandisce lo scudo ed il cane fiuta. Nella terza scena si scorgono un leone ed una leonessa in lotta fra loro.
Precedentemente il sarcofago si trovava in palazzo Campello; nel 1954, in occasione del restauro della piazza, ricordato nella lapide latina che lo sovrasta, l'arcivescovo Raffaele Mario Radossi lo fece montare nel sito attuale. Sulla sinistra, qualche metro più in là, sono murate le ceneri di Thomas Schippers.

### Ninfeo di palazzo Ràcani Arroni
È situato all'interno del cortile del nobile Palazzo Ràcani Arroni, costruito per iniziativa della famiglia Ràcani nei primi anni del XVI secolo, passato poi alla famiglia Brancaleoni prima, ai Vari poi, ed infine, nella seconda metà del settecento agli Arroni.
La vasca è fiancheggiata da due obelischi tronchi, decorati con stucchi, posti su un'alta base; nella nicchia sopra la vasca fanno mostra tre grandi figure: al centro Artemide Efesia e ai lati due divinità, una maschile e una femminile, simboleggianti la fecondità e l’abbondanza.
La lunetta ha forma di conchiglia; altre autentiche piccole conchiglie sono disseminate tra le valve in stucco di colore verde e ocra. 
I sovrastanti arco e archivolto sono decorati con riquadri in stucco; racchiudevano affreschi non più leggibili.

### Fontana di San Giuseppe

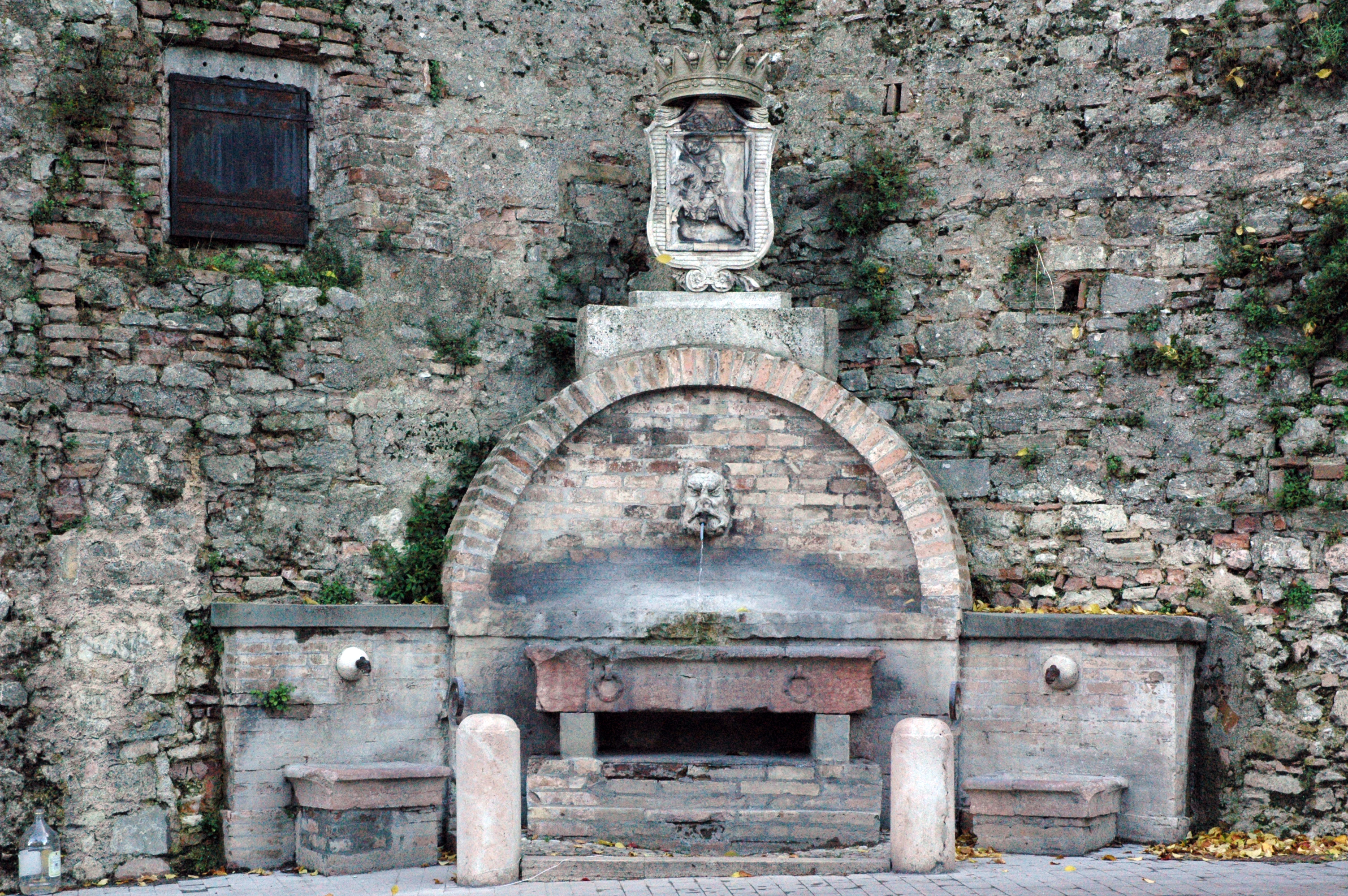
Fontana di San Giuseppe

Si trova addossata ad un muro di terrazzamento in via Cecili, nel tratto comunemente conosciuto come Curva dei Picchi. Prima della costruzione della Traversa Nazionale Interna il luogo era occupato da un palazzo già munito di fontana chiamata fontana di San Giuseppe. Venne demolito nel 1850 per far posto alla nuova strada, che in quel punto formava un'importante curva. Per evitare che gli abitanti del quartiere rimanessero senza acqua, nel 1856 si pensò alla costruzione della nuova fontana, anch'essa poi chiamata di San Giuseppe.
L'acqua esce da tre cannelle, ognuna provvista di vasca di raccolta; quella centrale è ornata da un piccolo mascherone. In alto in centro è visibile uno stemma coronato in cui è scolpito un cavaliere in battaglia. Nel 1977 è stata restaurata a cura dell'associazione Amici di Spoleto.

### Fontana di via San Carlo

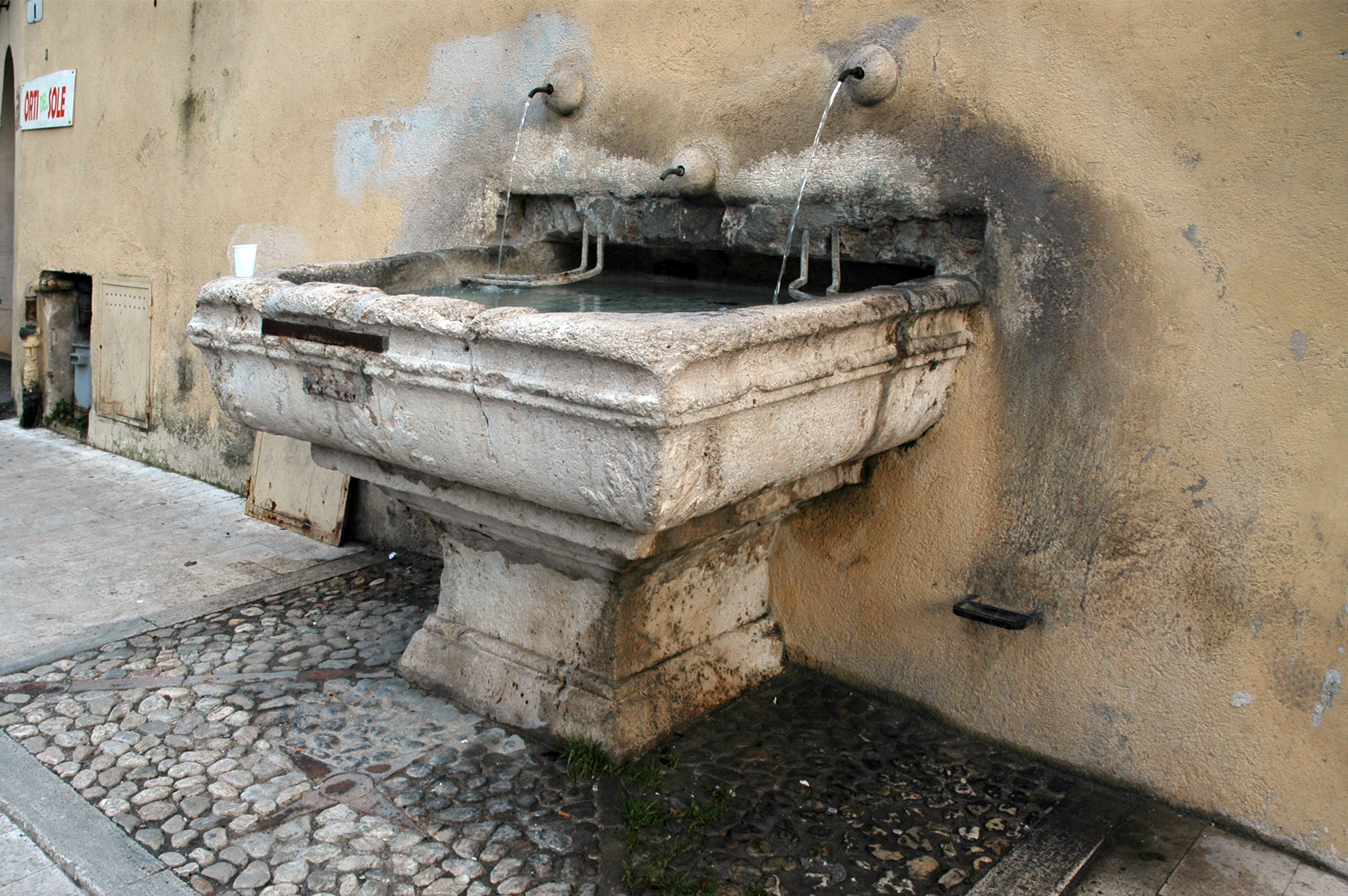
Fontana di Via San Carlo

È subito fuori dalla porta di Monterone, vicino alle mura medievali. Venne costruita in pietra nel 1549; la vasca, decorata con alcuni gigli, non è molto alta; ciò permetteva agli animali di abbeverarsi agevolmente. L'acqua fuoriesce da tre cannelle; all'interno sono ancora presenti piccole strutture in ferro che servivano da base d'appoggio per i secchi mentre venivano riempiti. A fine ottocento, di fianco a sinistra c'era anche un lavatoio che venne smontato per realizzarne uno nuovo poco distante, in via Interna delle Mura. Accanto c'è un'edicola con affresco del cinquecento restaurato nel giugno 2020.

### Fontana della Valle
Non esiste più. Si trovava dall'altra parte della piazza rispetto alla Basilica di San Gregorio Maggiore. Era una fontana datata 1642 già pertinente al monastero della Stella, parte del complesso monumentale dell'Anfiteatro. In basso recava l'iscrizione: Et undae et Anni (gli anni scorrono come le onde). È stata demolita nel 2000 in occasione dell'inizio del restauro della chiesa dei SS. Stefano e Tommaso.

### Fontana di Piazza Sordini
Anche questa fontana non c'è più. Si trovava al centro della piazza di fronte a Palazzo Rosari Spada. Apparteneva in origine alla famiglia Collicola, abbelliva il giardino all'italiana del loro palazzo poco distante. In data sconosciuta venne trasferita in piazza Sordini. Da qui, in tempi recenti, è stata di nuovo smontata in previsione del suo ricollocamento nel luogo originario, successivo al ripristino del giardino che era stato asfaltato. Purtroppo ad oggi (dicembre 2016) il ripristino non è avvenuto e la fontana giace smontata all’aperto, presso i magazzini comunali di Santo Chiodo.
La vasca aveva forma dodecagonale, racchiusa da elementi decorati con mascheroni; era collocata su di un basamento quadrato, con al centro una coppa dalla quale l’acqua sgorgava a zampillo.

### Fontane di Palazzo Leti
Sono due e abbelliscono il giardino all'italiana di Palazzo Leti in via Brignone, appartenuto alla nobile famiglia Leti e ora adibito a residenza d’epoca. Al centro un basamento circolare radiato sorregge una fontanella composta da un calice in travertino contenente uno scoglio di roccia coronato da un putto a cavallo di un pesce, dal suo becco esce l’acqua.
Un’altra scenografica fontana è addossata al muro del palazzo; si presenta con tre nicchie spartite da lesene. Quella centrale accoglie una scultura che raffigura il dio del mare, Nettuno, mentre schiaccia un delfino; dal suo becco esce una cannula che eroga acqua. Le nicchie laterali sostengono due strutture ovali e due monofore abbellite da ornamenti in roccia calcarea. Completa la fontana una grande vasca modanata in travertino, con i bordi stondati.

### Fontana privata in via Brignone
Si trova in un'area privata tra il palazzo del Comune e Via Brignone. 

È ricavata nel sottoscala di una scala esterna; le scale esterne furono vietate tra il settecento e l'Ottocento per ragioni di pubblico decoro. È costruita in laterizio; il getto d'acqua fuoriesce dalla classica bocca di leone contornata da cinque nicchie disposte simmetricamente.

### Fonte Pescaia

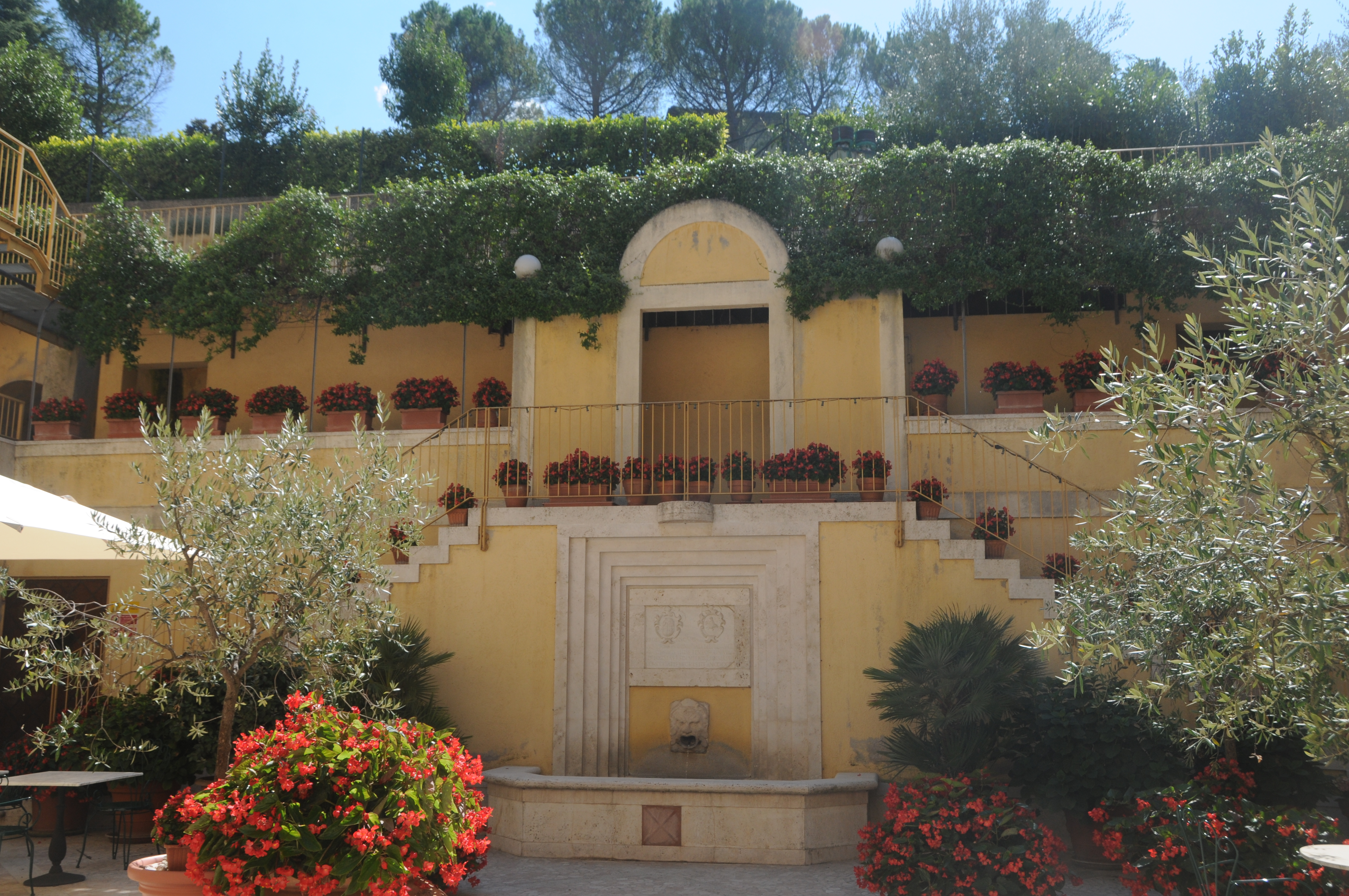
Fonte Pescaia

Detta anche Fonte Pescara, si trova nel cortile interno dell'Hotel San Luca, in via interna delle Mura.

Nel 1198 Innocenzo III affermò la sovranità del papato su Spoleto; ad agosto, accompagnato da molti cardinali e dalla corte, si recò a visitare i nuovi domini e a consacrare il duomo. Da tempo gli spoletini si adoperavano, scavando in vari luoghi, per procurare acqua sufficiente alle necessità quotidiane; i numerosi cavalli al seguito del papa aumentarono rapidamente il fabbisogno idrico e mentre Sua Santità si trovava nel giardino di un convento nei pressi dell'antica Porta della Trinità (il futuro convento domenicano), finalmente zampillò acqua abbondante dalla rupe sottostante. L'evento venne considerato prodigioso e accrebbe non poco la devozione degli spoletini per il papa, tanto che chiamarono la nuova sorgente fonte papale o fonte santa. Achille Sansi, durante le sue ricerche storiche, la trovò citata nei libri delle riformagioni del comune, esattamente in un decreto del 9 Agosto 1514 (fol. 67).
Rovinata dall'uso e dallo scorrere dei secoli, nel 1603 il comune decise di avviare interventi di restauro e di ricondurre la fontana all'antica forma; in ricordo dell'evento venne apposta la lapide ancora in situ, ove si legge: 
(con le opportune integrazioni di lettere mancanti, scritte in minuscolo)

PROSPero BISCuri Vice Gubernator

AQUAE FONS HOMINIBus SALVBER et BRUTIS

GRATISSimus AC UTILISsimus TEMPORIS INIURIA

DEFORMAtUS IN MELIOREm FORMAm PUBlicae

COMmODITATI EX senatus Consultum RESTITutus 

ANno MDCIII

Traduzione

Prospero Biscuri Vice Governatore.

La fonte d'acqua salubre per gli uomini 

molto gradita e necessaria agli animali 

rovinata dall'ingiuria del tempo 

restituita alla comodità pubblica in forma migliore 

dal vice governatore secondo decisione del senato 

nell’anno 1603
Nel 1760 le acque della fonte vennero utilizzate da una conceria costruita per supportare la lavorazione del pellame in città, ed evitare di andare a conciare a Fabriano, Caldarola e Pergola.
Alla metà del '900 l'attività si trasferì fuori dal centro storico e la grande struttura cadde in totale abbandono. Nel 1992 fu acquistata da un privato e, su progetto dell'architetto Alberto Zanmatti, trasformata in un albergo, inaugurato nel 1995. 
Da allora la fonte, nella sua forma seicentesca, è inglobata in una scenografica scalinata nel cortile dell'hotel: a sinistra si vede lo stemma del vice governatore Prospero Biscuri, a destra quello del comune di Spoleto. L’acqua sgorga da un satiro in pietra posto al centro.

## Fontanelle

### Fontanella dei Cappuccini
Si trova nel piazzale antistante il convento; voluta dai frati Cappuccini di Spoleto, aveva lo scopo di dissetare i fedeli e i viandanti che viaggiavano verso il Testaccio, quartiere di Spoleto, e verso Roma. 

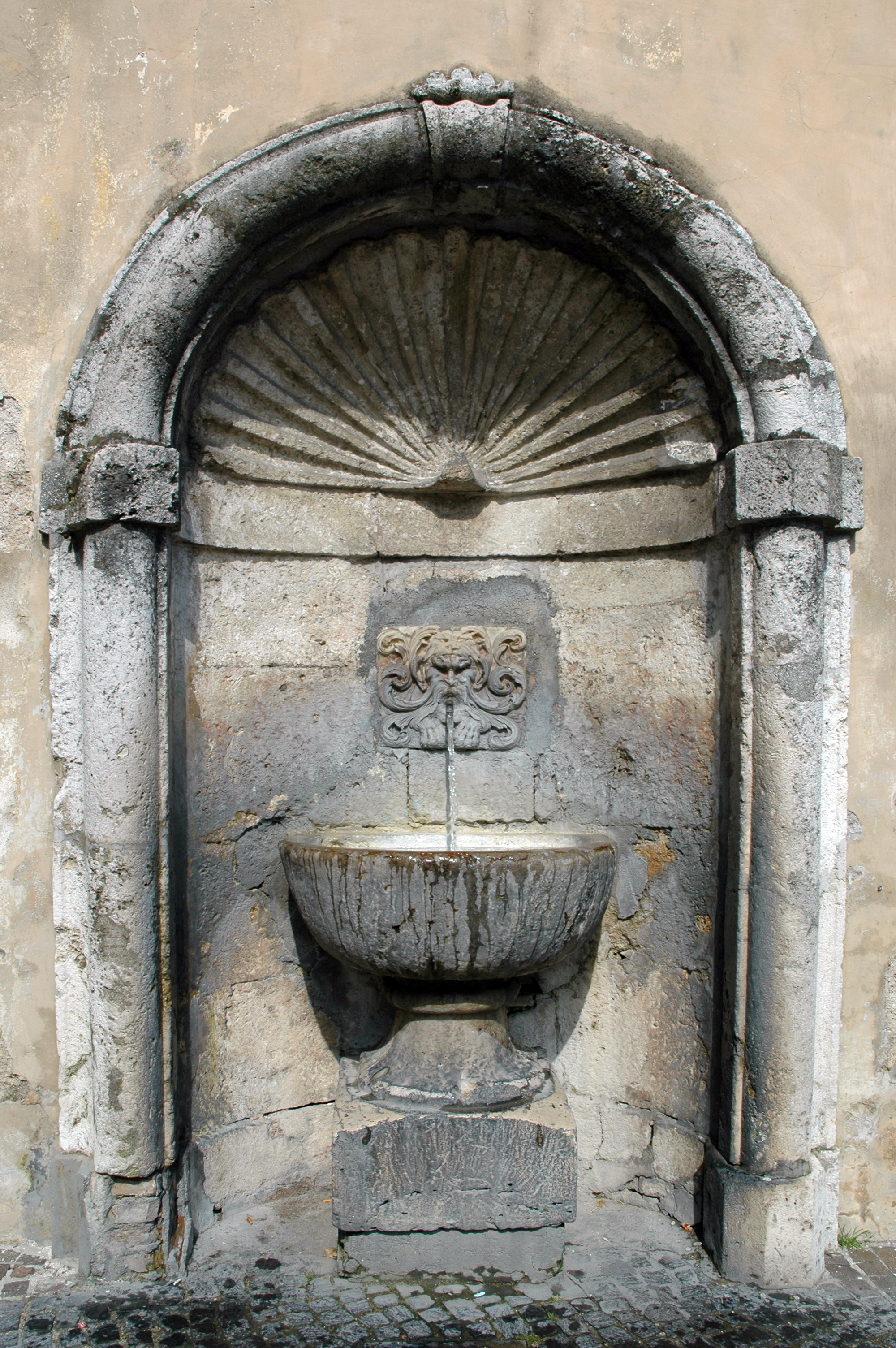
Fontana di Piazza della Libertà

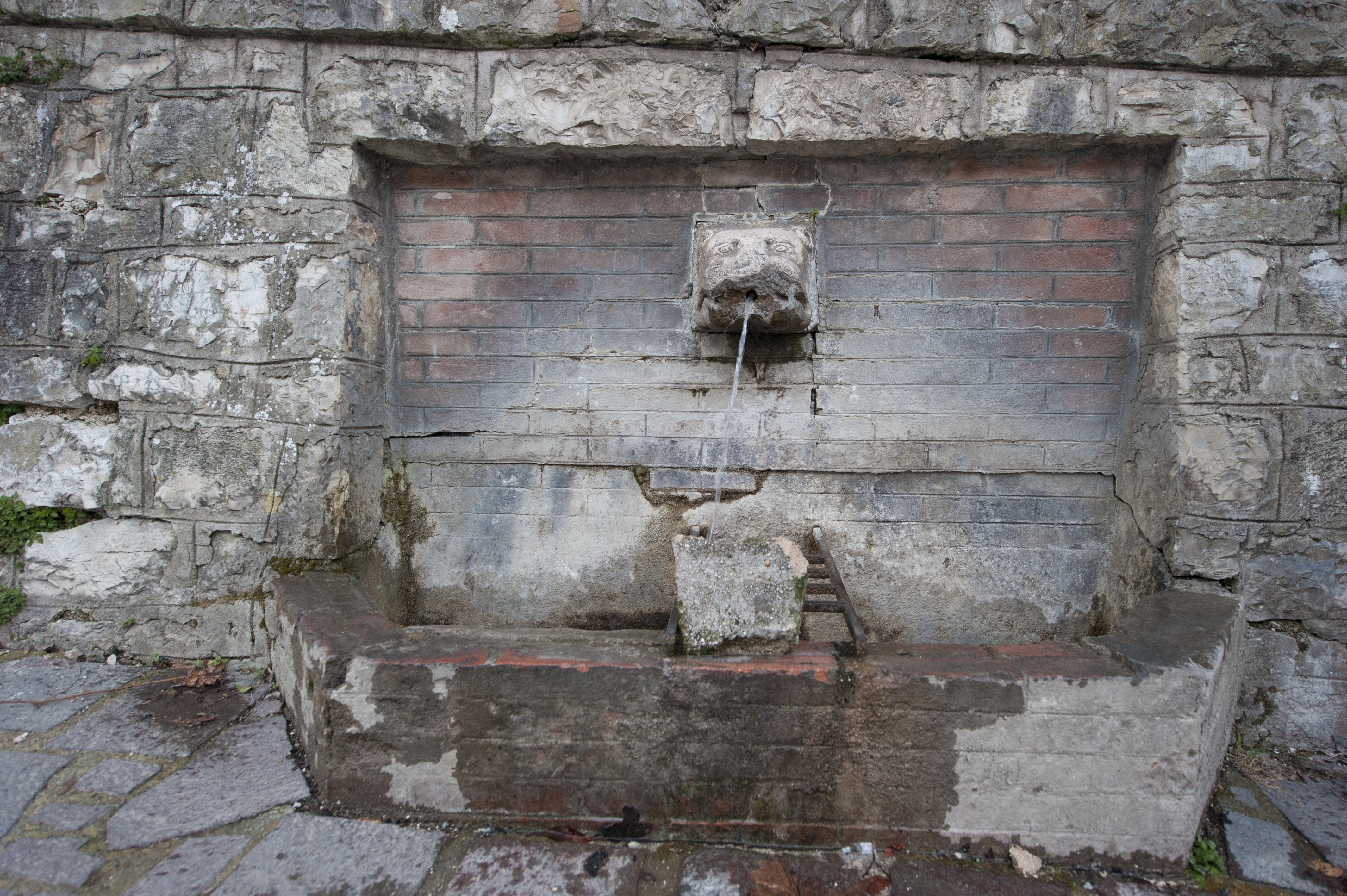
Fontanella di via Madonna di Loreto

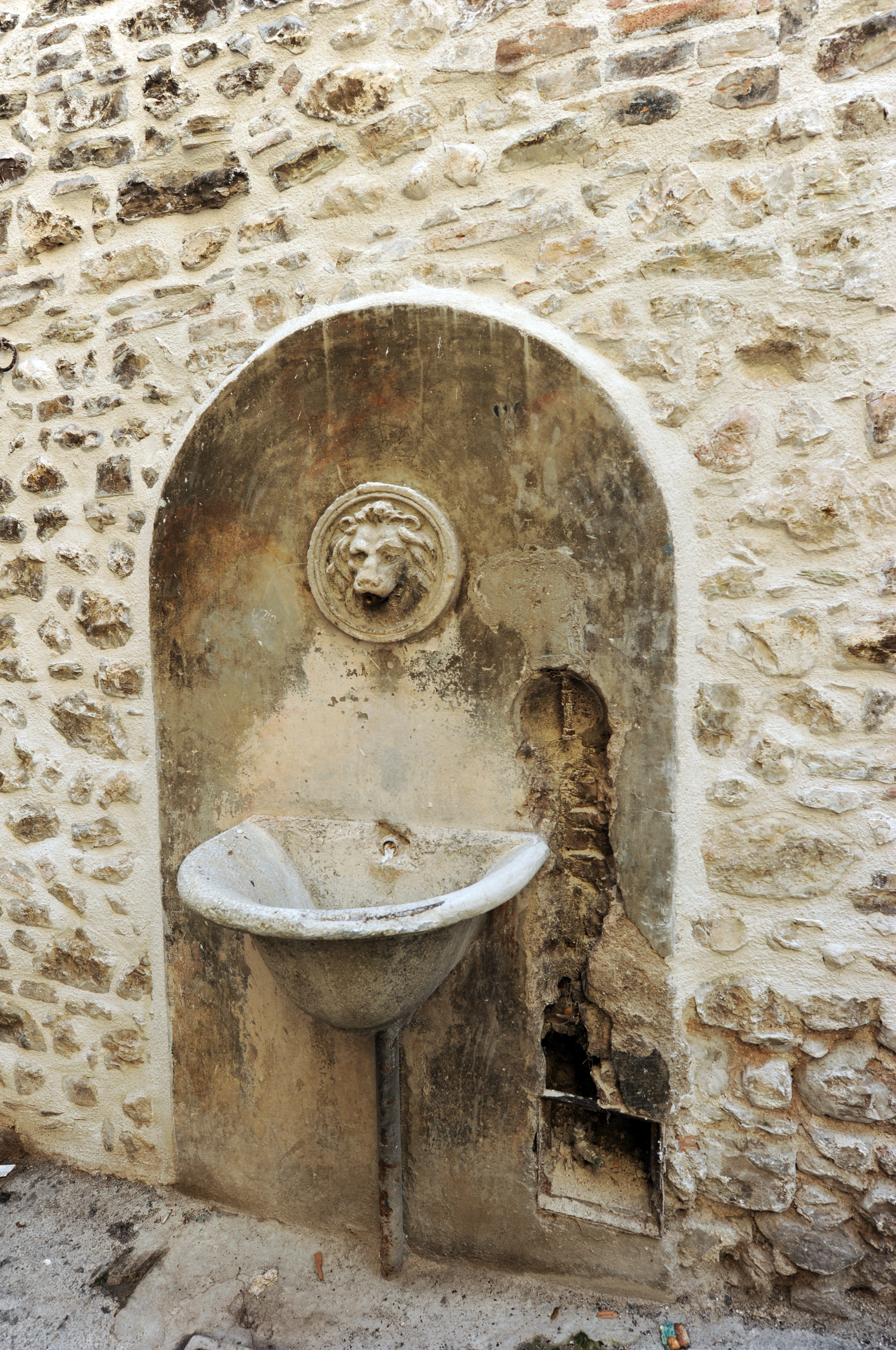
Fontanella di Vicolo del Pozzo

### Fontanella della Ponzianina
Si trova all'incrocio tra Via Ponzianina e Via dell'Assalto. La piccola vasca ottagonale è posta a terra. Come altre fontane cittadine serviva all'approvvigionamento idrico per usi civici.

### Fontanella di Monterone
È una fontanella in ghisa realizzata dalle fonderie di Terni; reca impresso l'anno di fabbricazione, il 1901. La forma venne disegnata sul modello dei contorni delle finestre di palazzo Racani Arroni, situato davanti al Duomo. L'originalità del risultato ebbe notevole successo, tanto che il modello, più volte replicato, prese il nome di "Fontana modello Spoleto".

### Fontanella di piazza della Libertà
L'attuale piazza della Libertà fino al 1870, anno di completamento della Traversa nazionale interna, era il cortile di Palazzo Ancajani; la fontanella è addossata al muro che un tempo delimitava le scuderie del palazzo, abbattute nel 1954 per consentire lo scavo sistematico del Teatro Romano. Solo una parte del prospetto venne lasciato in piedi, a formare una specie di terrazza con vista sul teatro e sul Complesso monumentale di Sant'Agata.
La fontanella in pietra era usata come abbeveratoio dei cavalli. È posta al centro di una nicchia semicircolare con volta a forma di conchiglia; l'acqua sgorga dalla bocca di una sorta di satiro; la piccola vasca di raccolta è a forma di calice.

### Fontanella di Palazzo Rosari Spada
Si trova all'interno del Palazzo Rosari Spada, precedentemente di proprietà della famiglia Marignoli.
È racchiusa entro un’ampia nicchia. La vasca di contenimento, di forma ellittica, raccoglie l’acqua che esce da una cannella posta nella bocca di un volto scolpito, raffigurante un satiro.

### Fontanelle del Fortilizio dei Mulini
Sono tre fontane ormai secche e dirute, seminascoste da piante infestanti, situate nei pressi del Fortilizio dei Mulini, al di là del Ponte delle Torri, verso Monteluco.

### Fontanella di piazzetta dell'Erba
È una semplice fontanella in pietra in via dei Gesuiti, sicuramente utilizzata per anni dai contadini che venivano nella piazzetta a vendere verdure ed ortaggi, attività che ha dato il nome allo slargo.

### Fontanella di porta Monterone alta
Si trova vicino alla vecchia porta di Monterone, conosciuta anche come Arco di Monterone e vicino alla chiesa di Sant'Ansano. 
Nella forma attuale si presenta composta da pezzi eterogenei di spoglio: tre cannelle, due mensole di camino e una vasca in pietra. Al centro v'è inciso l'anno 1690 che non indica l'anno di costruzione della fontana, ma è parte dell'architrave di una porta usato per costruirla a fine ottocento. Alcuni degli elementi erano originariamente impiegati in via Fontesecca, dove ad un certo momento l'acqua cessò di sgorgare. Da ciò il nome Fontesecca.

### Fontanella di via del Duomo
Si trova nell'area occupata dal lavatoio di via del Duomo. Fontana in ghisa, sul modello della "Fontana modello Spoleto" posta in via Monterone.

### Fontanella di via Loreto
Si trova lungo la strada che conduce al Santuario della Madonna di Loreto. Serviva a dissetare i pellegrini che giungevano da lontano e percorrevano il lungo rettilineo del portico. L'acqua esce da una testa di animale, probabilmente un leone, ma i tratti sono poco distinguibili perché molto consunti. È ancora funzionante: una piccola griglia di ferro, posta sotto il getto dell'acqua, favorisce un adeguato appoggio a secchi, damigiane e bottiglie.

### Fontanella di via dell'Angelo
Si trova in via dell'Angelo, vicino a piazza del Mercato. Svolge ancora la sua funzione: fornire acqua ai passanti. Il getto d'acqua esce da un rubinetto montato in corrispondenza della bocca di un volto in metallo, un volto umano, forse raffigurante un satiro.  È una delle fontane spoletine più antiche, infatti in basso, sul prospetto quattrocentesco in pietra, si può ancora scorgere lo stemma della famiglia Leti, con scudo a testa di cavallo, a dimostrazione della presenza nella via di antiche case della famiglia, poi comprese nel sontuoso edificio oggi noto come Palazzo Leti-Sansi, eretto all'inizio del '600. La fontana, nel tempo rimodernata, originariamente aveva una forma architettonica ad arcosolio.

### Fontanella di via Saffi
Si trova in via Saffi, addossata al muro del Palazzo vescovile. 
La vasca di raccolta, di forma ovale, è in pietra scavata; l'acqua fuoriesce dalla bocca di una tigre o di un leone. Originariamente era collocata in Piazza Pellicciara, ora chiamata Largo Ferrer.

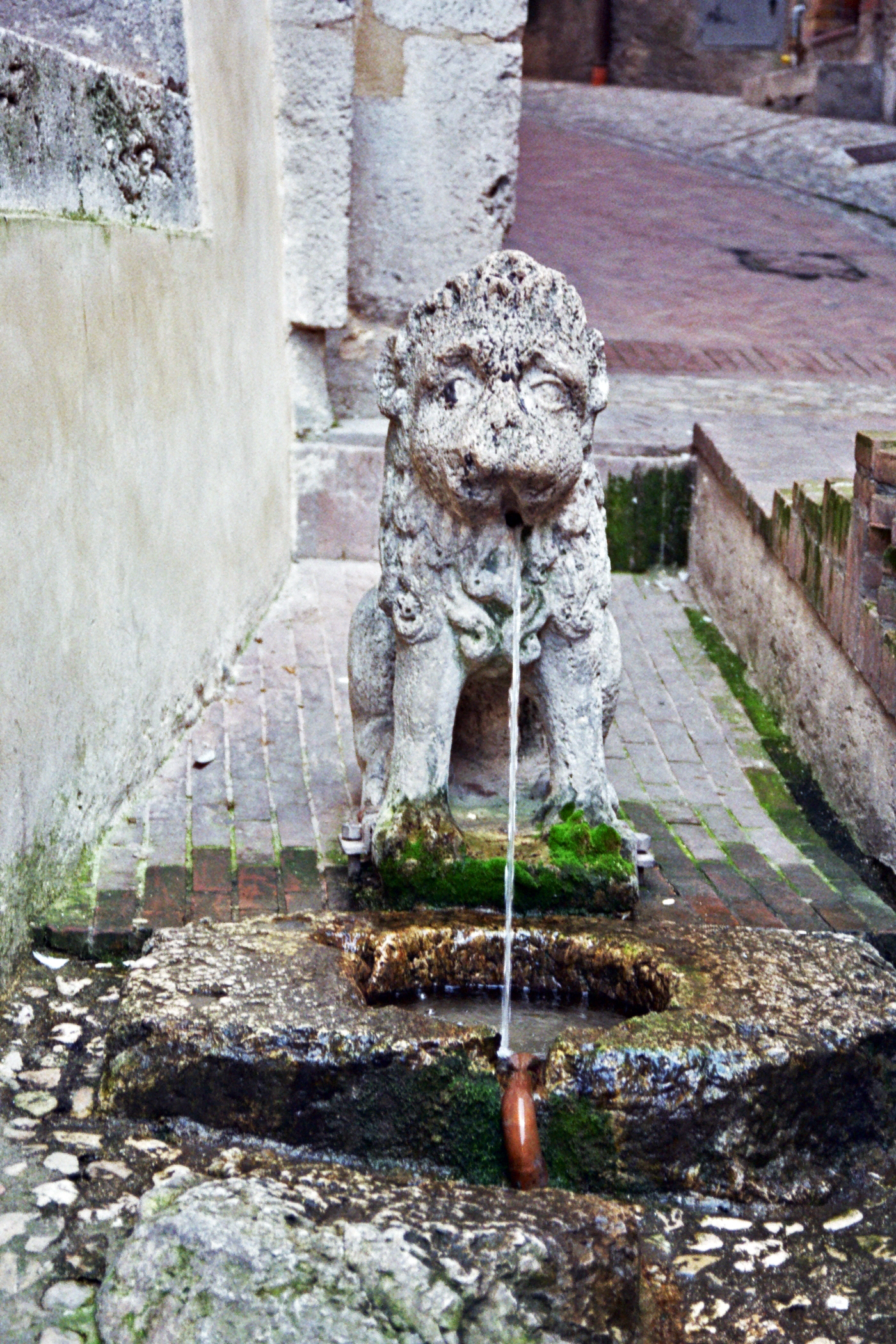
Fontanella di via Porta Fuga

### Fontanella di vicolo del Pozzo
Situata nell'omonimo vicolo, è all'interno di un arco con al centro la classica bocca di leone da cui fuoriesce l'acqua; la vasca monolitica ha forma tondeggiante. Fino ai primi anni trenta era addossata lungo la possente cinta muraria, demolita tra i 1932 e il 1935, che chiudeva il piazzale retrostante la Casina dell'ippocastano.

### Fontanella via del Trivio
È all'interno di un cortiletto laterale in via del Trivio; la vasca in pietra è ricavata da un pezzo unico.

### Fontanella di via Porta Fuga
La statua in pietra rappresenta un leone in posizione seduta. È stata qui collocata negli anni duemila, in occasione del restauro della via che riportò alla luce tratti della pavimentazione romana di via Flaminia. Precedentemente si trovava nei pressi della stazione ferroviaria di Spoleto.

### Fontanelle "Bopp e Reuther"

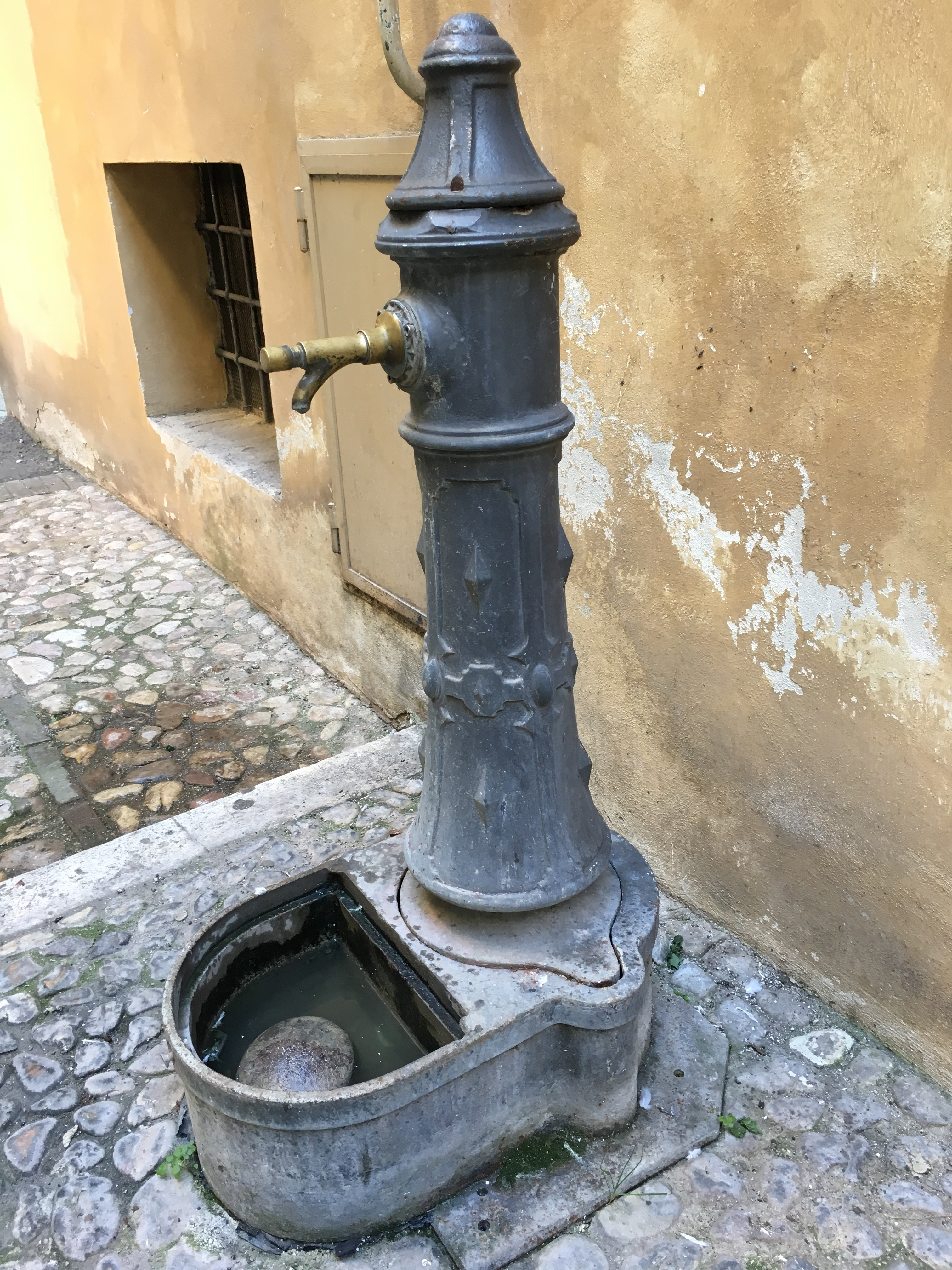
Fontanella "Bopp e Reuther" del 1894 in vicolo Poli

Sono in vicolo Poli e in via San Martino; sono probabilmente le uniche due superstiti delle 27 fontanelle a chiusura automatica di marca tedesca Bopp e Reuther di Mannheim, collocate dal comune nel 1894 in molti luoghi della città. Erano descritte “di costruzione semplice e robusta e resistente alle intemperie e alle ingiurie dei passanti”, caratteristiche confermate dalla resistenza delle due che, seppur malridotte, dopo più di 120 anni sono ancora al loro posto. Furono acquistate a £. 300 ciascuna, più £. 50 per il trasporto, la mano d'opera e le diramazioni in piombo o in ferro.

## Lavatoi
Negli Statuti del 1296 è fatto espresso divieto di lavare i panni nelle fontane del comune per motivi di igiene pubblica. Per il bucato si costruirono appositi lavatoi: ampie vasche affiancate e generalmente riparate da una tettoia, furono dislocate nei quartieri della città; fino a quando l'acqua non arrivò dentro le abitazioni, poco più di un secolo fa, il lavatoio rappresentò per molte donne un luogo di ritrovo e socializzazione. Il loro numero e la loro efficienza aumentò a fine ottocento quando vennero restaurate le fognature, installate nuove fontanelle pubbliche e nuovi lavatoi.

### Lavatoio della Madonna degli Orti
Venne inaugurato nel 1891 durante i lavori di ristrutturazione dell'acquedotto pubblico ad opera dell'ingegnere Pompeo Bresadola. Si trova in piazza Madonna degli Orti, le vasche sono situate all'interno di un vano chiuso su tre lati. È stato restaurato da poco. La vicina chiesa della Madonna degli Orti, che dava il nome a tutto il quartiere, dal 1975 è stata venduta a privati e trasformata in abitazione, ma ha mantenuto la torre campanaria. 

### Lavatoio della Posterna

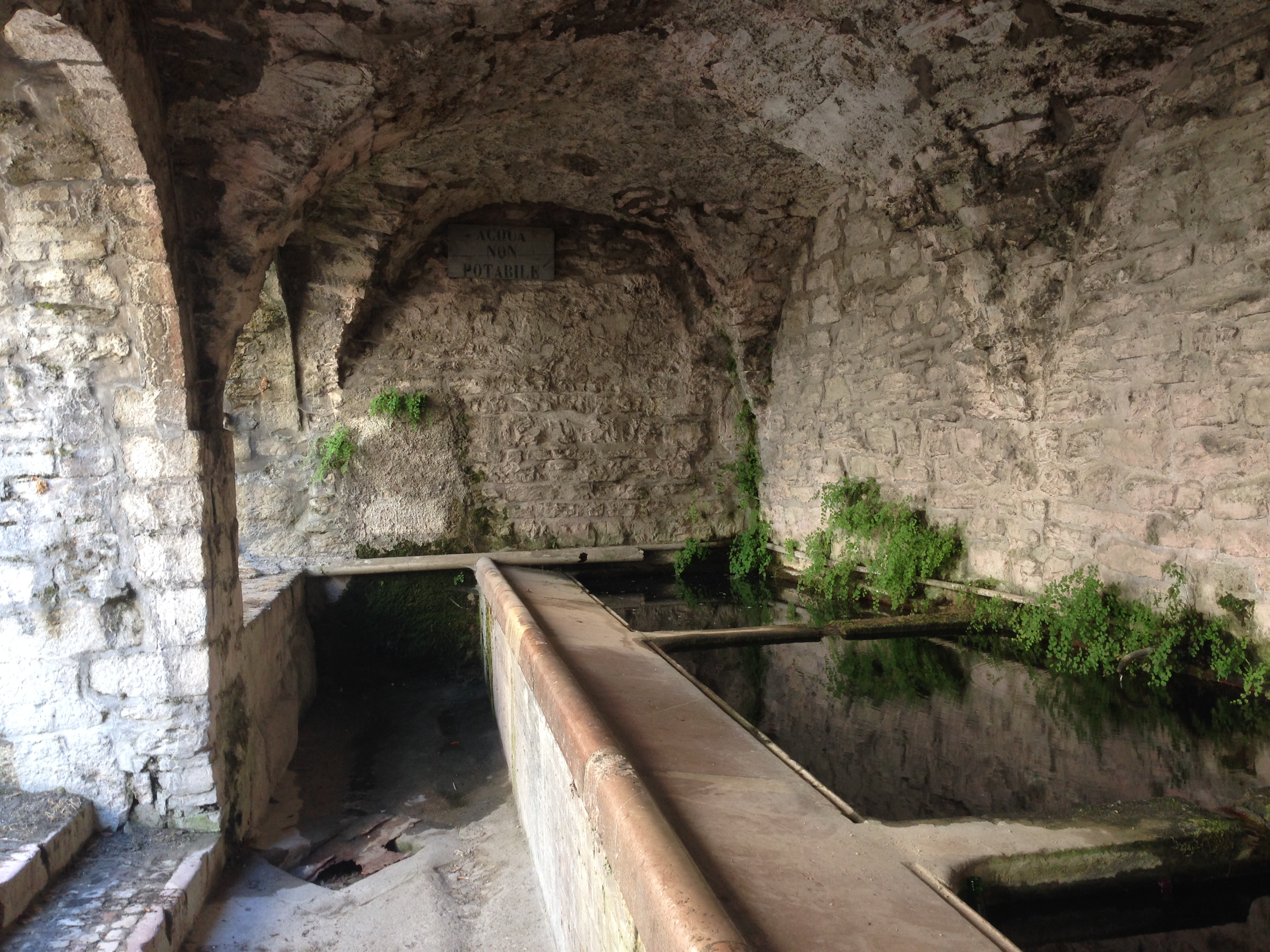
Lavatoio della Posterna

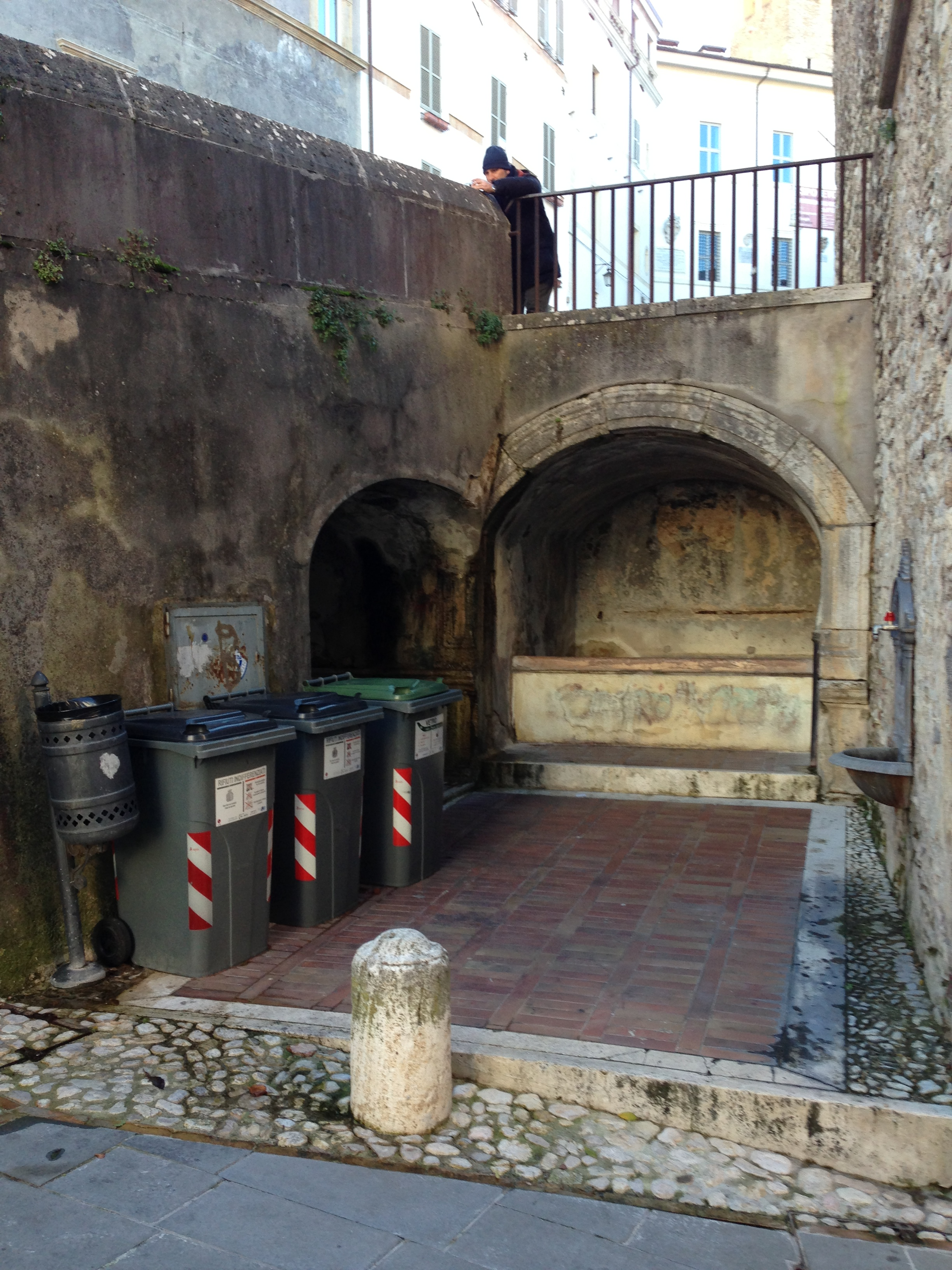
Lavatoio e fontanella in ghisa di via del Duomo

È uno dei più antichi, è situato in via Posterna, non lontano dalla cinta muraria medievale. Si compone di tre vasche poste sotto il livello stradale, delimitate da tre arcate, due chiuse da una balaustra in ferro, la terza centrale è accessibile per mezzo di tre gradini.

### Lavatoio delle Felici
Situato nella via omonima, non lontano dalla ex chiesa di San Marco in pomeriis, fino al 2019 si presentava, come la chiesa, in totale stato di abbandono, inaccessibile, coperto da vegetazione. Nel maggio 2019 è stato ripulito da erbe infestanti, terriccio e rifiuti grazie ad un progetto che ha visto coinvolti i ragazzi e gli insegnanti del liceo scientifico “Alessandro Volta”; in soli 15 giorni hanno riportato alla luce la struttura, che aveva funzionato fino agli anni novanta, attenuando gli effetti di anni di incuria. Anch'esso è stato costruito a fine ottocento. La sua struttura si staglia sullo sfondo del Monteluco. Si compone di otto vasche e una fontanella che, sgorgando dal basso, alimenta le varie cannelle.

### Lavatoio di Monterone
Rimane nascosto in via delle Mura; è un ambiente spazioso, coperto, più grande degli altri lavatoi cittadini, a testimonianza dell'importanza che aveva il quartiere. Si entra attraverso due grandi arcate, è servito da quattro cannelle ognuna contornata da una testa di leone. Tutto è ben conservato. Venne costruito a fine ottocento in sostituzione di un vecchio lavatoio demolito presente fuori porta Monterone, in via San Carlo.

### Lavatoio di Via del Duomo
Si trova sulla sinistra del Teatro Caio Melisso. Venne costruito in epoca alto medioevale, ma non se ne conosce la data precisa. Nel 1490 fu ricostruito da Francesco da Pietrasanta, chiamato a Spoleto per la progettazione e costruzione della chiesa di Santa Maria del Massaccio (poi chiesa di San Rocco). È disposto ad angolo retto; una delle vasche serviva per abbeverare il bestiame; sulla parete di destra è presente una fontanella in ghisa.

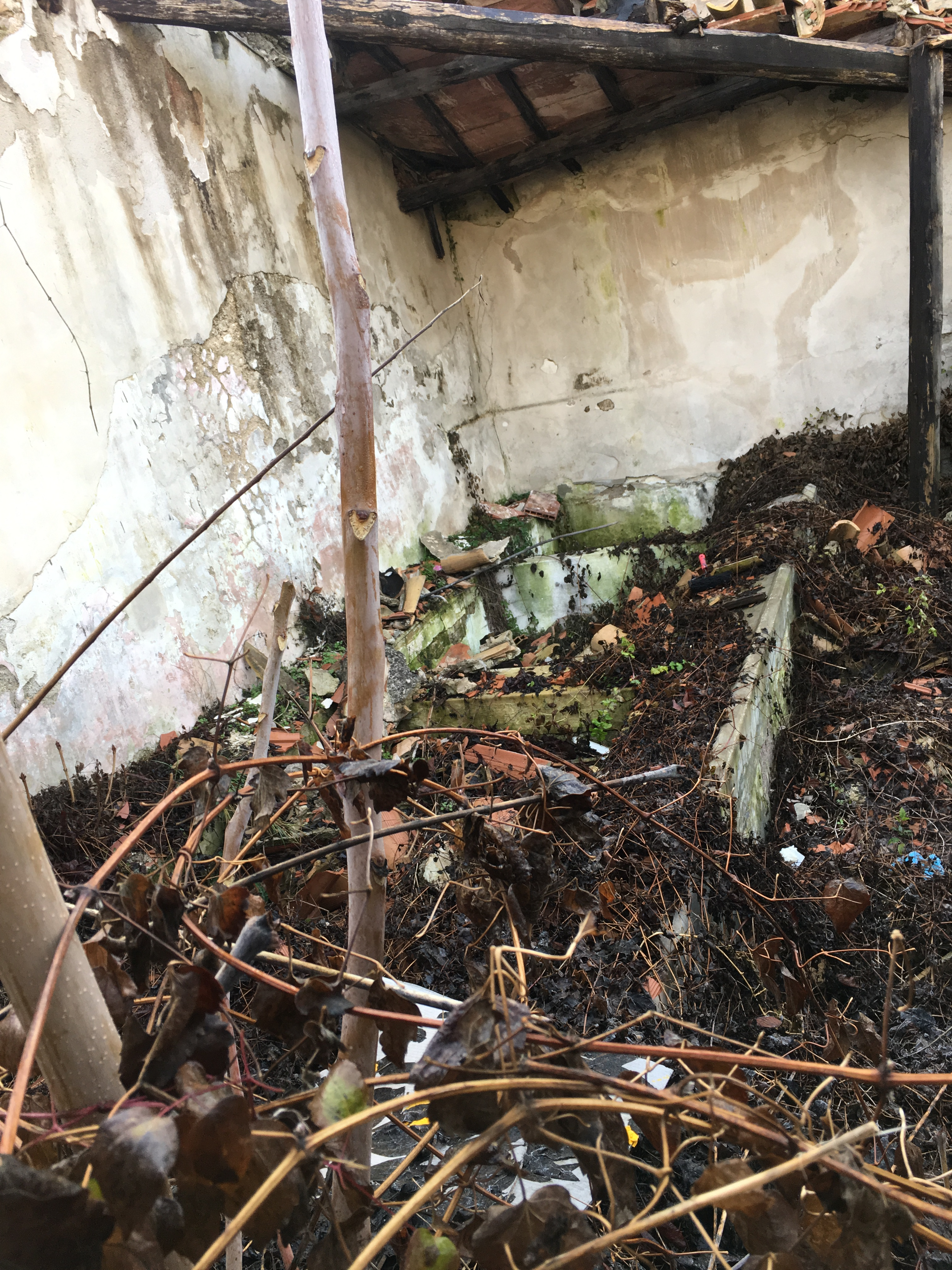
Lavatoio di Porta Loreto

### Lavatoio di Porta Loreto
È ridotto a rudere, nascosto sotto piante e arbusti che rendono tutta la zona inaccessibile.

### Lavatoio di San Giuliano

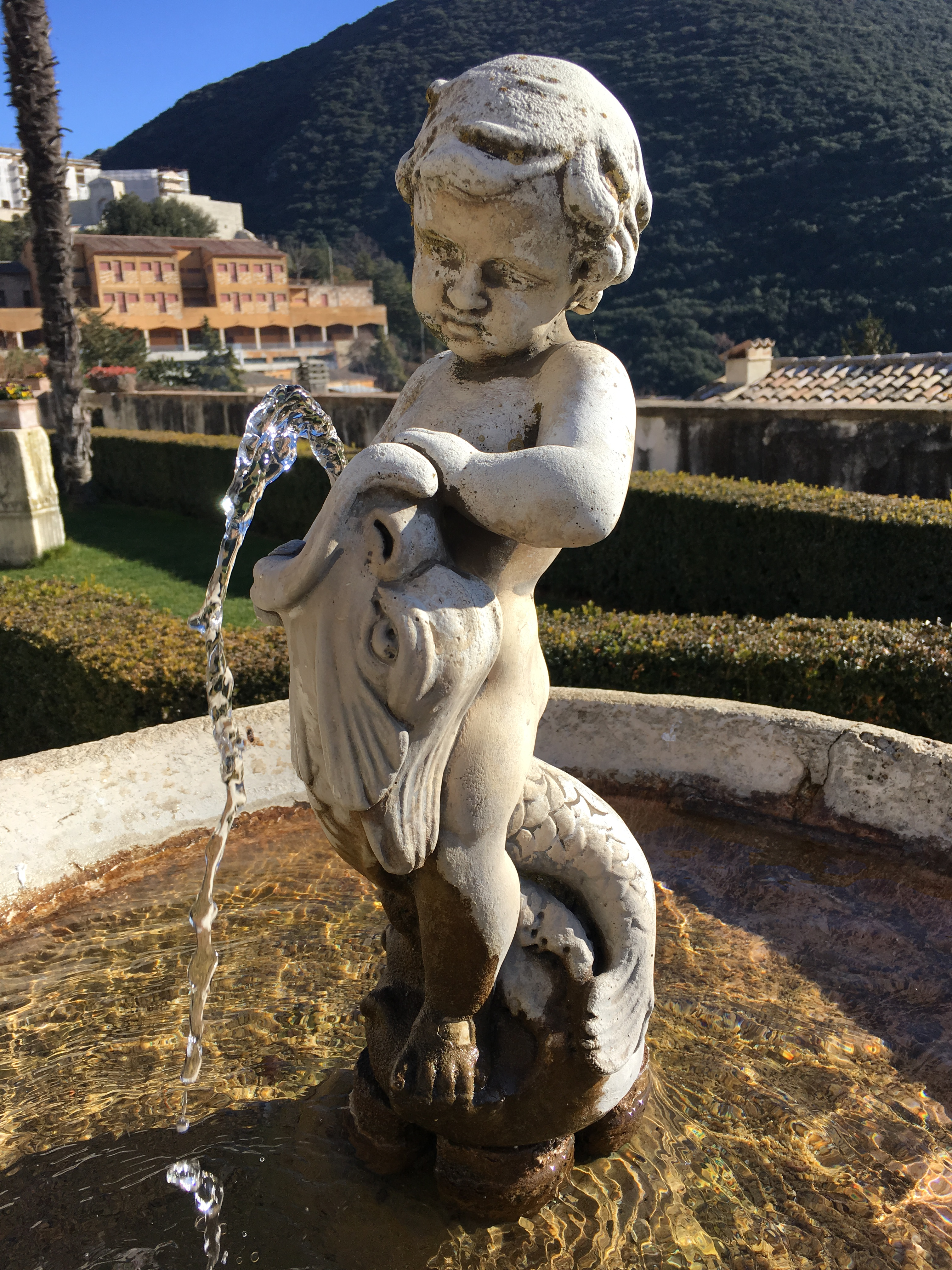
Fontana di Palazzo Leti

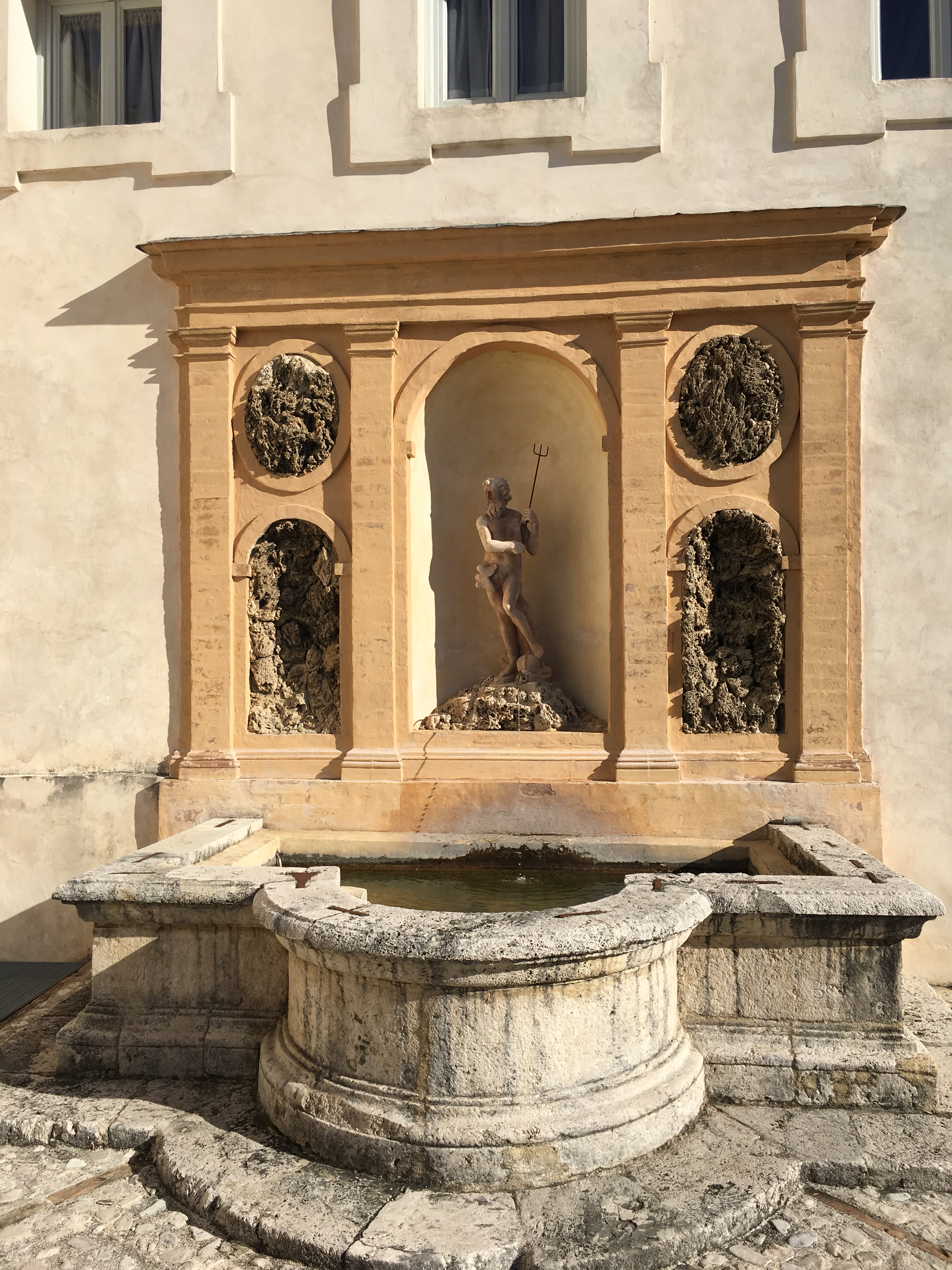
Fontana di Palazzo Leti

Si trova di fronte alla chiesa di San Giuliano; è un piccolo lavatoio o abbeveratoio su cui campeggia una lapide che riporta le seguenti parole: